# Утимура Госуке
Утимура Госуке, настоящее имя Найто Мисао (18 марта 1920 — 30 января 2009) — японский военнопленный в СССР, узник особо-режимных тюрем, впоследствии писатель-славист и литературный критик, переводчик с русского на японский, известен под своим литературным псевдонимом.

## Биография
Родился в префектуре Тотиги. В 1934 году переехал в Маньчжурию. В 1943 году окончил Харбинскую академию. В том же году был мобилизован в Квантунскую армию.
Он был взят в плен советскими войсками после капитуляции Квантунской армии. Провёл 11 лет в советских лагерях военнопленных и особых тюрьмах. В конце 1956 года он вернулся в Японию на последнем корабле с военнопленными.

### Встреча в тюрьме сЖаком Росси
В 1951 году Жака Росси перевели отбывать тюремное заключение в Александровский централ. Там он случайно оказался в одной камере с японскими офицерами, среди которых только Найто Мисао говорил по-русски. Полиглот Росси не знал в то время японского, и с Мисао они общались на русском, китайском и английском. Через полвека в своей книге «Русская революция пронзившая меня насквозь» бывший японский военнопленный написал:
Пускай читатели знают, что подспудным течением, питавшим эту книгу, стал диалог, который вели в ГУЛАГе пять или шесть лет Жак Росси и Утимура Госуке. Книга также показывает контакт между французской и японской культурой в XX веке при посредстве России.
Второй раз они снова встретились в одной камере Александровского централа перед эвакуацией тюрьмы. Здание тюрьмы должно было попасть в зону затопления новой ГЭС, все заключённые были переведены в другие тюрьмы. Затопление однако в конце концов все-таки не состоялось.
В более либеральные времена перед XX съездом КПСС Росси и Найто оказались одновременно во Владимирском централе, они попросили их поместить в одну камеру, и их просьбу выполнили. Росси и Найто считали друг друга названными братьями.

### В Японии
Вернувшись в Японию, Найто Мисао начал писать, одновременно работая в торговой компании. В 1973 году он стал профессором Университета Хоккайдо. С 1978-го по 1990 год профессор университета Софии в Токио. В своём творчестве он не только объяснял и критиковал сталинизм, писал литературоведческие работы о советской литературе и статьи о своём заключении, но и критиковал современную Японию. Являлся одним из основных авторов журнала «До джидай» (яп. 同時代, «Современник») традиционном издании эссе, литературной критики, исследований и поэзии, выходящем с 1948 года и возобновлявшемся в Японии уже трижды.
В 1978—1979 году прежде, чем уехать из Польши окончательно, Жак Росси прожил год в Токио в семье своего названного брата Найто Мисао.
Умер в 2009 году в возрасте 88 лет от сердечной недостаточности.

## Семья
- Жена — Хамако[2]
  - Дочь — Манани (род. около 1959)[2][6]
  - Дочь — Рурика (род. около 1964)[2] или Кулика (как его произносил Росси)[6]

## Книги

### Автор книг
- 『呪縛の構造』現代思潮社 1966 («Структура проклятия»)
- 『生き急ぐ ヨシフ・スターリン|スターリン獄の日本人』三省堂新書 1967 のち国文社、中公文庫、講談社文芸文庫 («Японец в сталинской тюрьме»)
- 『わが思念を去らぬもの』三一書房 1969 («Темы, которые никогда не покидают мои мысли»)
- 『独白の交錯 対話集』冬樹社 1971(«Диалог одиночества»)
- 『アレクサンドル・ソルジェニーツィン|ソルジェニツィン・ノート』河出書房新社 1971 («Солженицынские заметки»)
- 『流亡と自存』北洋社 1972 («Изгнание и самостоятельность»)
- 『愚図の系譜』白馬書房 1973 («Генеалогия глупцов»)
- 『信の飢餓 評論集』冬樹社 1973
- 『幕末は終末 歴史対談集』新人物往来社 1974 («Конец периода Эдо — это конец сборника диалогов по истории»)
- 『ナロードへの回帰』二月社 1974
- 『初原の思念』白馬書房 1975
- 『妄執の作家たち』河出書房新社 1976 («Авторы иллюзий»)
- 『科学の果ての宗教』講談社学術文庫 1976 («Религия на грани науки»)
- 『ロシヤ風物誌』西田書店 1977
- 『フョードル・ドストエフスキー|ドストエフスキー 人類の知的遺産 51』講談社 1978, («Интеллектуальное наследие Достоевского», Коданся, 1978)
- 『失語と断念 石原吉郎論』思潮社 1979 («Ложные слова и отказ от теории Исихара Йоширо»)
- 『ロシア無頼』高木書房 1980 («Россия ненадежная»)
- 『わが身を吹き抜けたロシア革命』五月書房 2000 ISBN 978-4-7727-0319-2 («Русская революция пронзившая меня насквозь»)
- 『見るべきほどのことは見つ』恵雅堂出版 2002 ISBN 978-4-87430-028-2 («Я вижу то, что должен видеть»)
- 『内村剛介ロングインタビュー 生き急ぎ、感じせく 私の二十世紀』恵雅堂出版 2008 ISBN 978-4-87430-040-4 («Длинное интервью с Утимурой Госуке, спешащим ощутить свой 20-й век»)
- 『内村剛介著作集』全7巻 恵雅堂出版 2008-13 («Собрание сочинений Утимуры Госуке» в 7 томах)

### Редактирование
- 『だれが商社を裁けるか』 高木書房 1979 («Кто может судить о торговой компании»)
- 『われらの内なる反国家』大沢正道共編 太平出版社 1970 («Наша внутренняя антинародность», соредактор)
- 『ラーゲリ(強制収容所)註解事典』恵雅堂出版 1996 (Антология записок «Лагеря (принудительный лагерь)», общий редактор)

### Переводы
- マリヤ・ロルニカイテ|マーシャ・ロリニカイテ『マーシャの日記——私は語らずにはいられない』雪書房 1966 （のち集英社文庫 1979）(Рольникайте М. «Я должна рассказать»)
- 『エセーニン詩集』弥生書房 1968 («Поэзия Есенина»)
- トロツキー『文学と革命』全2巻 現代思潮社 1969 (Троцкий Л. Д. «Литература и революция»)
- ソルジェニツィン『鹿とラーゲリの女』染谷茂共訳 河出書房新社 1970 (Солженицын А. И. «Олень и шалашовка» в соавторстве с Сомея Сингуру)
- ミハイロ・ミハイロフ『ロシヤ文学と実存』紀伊国屋書店 1971 (Михайлов Михайло[англ.]. «Россия, литература и бытие»)